# Osteorachis
Osteorachis is een geslacht van uitgestorven straalvinnige beenvissen uit het Jura.